# Grzegorz Guziński
Grzegorz Guziński (ur. 22 stycznia 1975, zm. 9 stycznia 2021 w Gdańsku) – polski wokalista, autor tekstów, muzyk, kompozytor.

## Życiorys
Początkowo był wokalistą w trójmiejskich zespołach Red Rooster i N’Dingue. Z pierwszą z tych formacji nagrał album, wydany pt. Check This Up przez warszawską wytwórnię N.R.G. W założonej w 1992 grupie N’Dingue występował wraz z gitarzystą Szymonem Kobylińskim (Blenders), gitarzystą akustycznym Maciejem Giemzą i basistą Wojciechem Kwiekiem oraz perkusistą Wojciechem Żmijewskim (wcześniej Hektcore), w trakcie 1994 zastąpionym przez Macieja „Ślimaka” Starostę. W repertuarze grupy były m.in. utwory autorskie: „N’Dingue Boyz”, „Picnick”, „Natural Food”, a także cover Lenny’ego Kravitza pt. „Stop Draggin' Around”. Muzyka N’Dingue przywoływała gatunki grunge, funk i metalu oraz stylistycznie nawiązywała do dokonań amerykańskich formacji Pearl Jam, Rage Against the Machine, Tool.
Podczas koncertu grupy Acid Drinkers w Gdańsku w ramach cyklu „Wojna z trzema schodami” Guziński zwrócił na siebie uwagę gitarzysty Roberta „Litzy” Friedricha (wykonywał wtedy utwór „Fame” z zespołem Illusion, wydany na debiutanckiej płycie tej formacji z 1993), który wcześniej wraz z Maciejem „Ślimakiem” Starostą postanowił powołać projekt poboczny dla swojego podstawowego zespołu i związku z tym zapowiedział wokaliście, że w trakcie rejestracji muzyki zgłosi się do niego aby ten zaśpiewał w dwóch piosenkach.
Na początku 1994, pozostając jeszcze wokalistą Ndingue (biorącym wówczas udział w konkursie Marlboro Rock-in '94), brał udział w nagraniu płyty tegoż projektu, nazwanego Flapjack, a w przeciągu tego roku nadal koncertował z Ndingue, mając wówczas 19 lat. Debiutancka płyta Flapjack, zatytułowana Ruthless Kick, została wydana w połowie 1994, a on sam ostatecznie zaśpiewał wszystkie piosenki z albumu. także w 1994 Guziński odszedł ze składu Red Rooster, jako że coraz bardziej pochłaniała go działalność we Flapjacku. W międzyczasie udzielił się gościnnie na dwóch pierwszych albumach gdańskiej formacji Illusion z 1993 i 1994.
Podczas koncertu Acid Drinkers w maju 1994 w Trójmieście gościnnie wykonał z zespołem utwór „Under the Gun”. W 1995 premierę miał drugi album Flapjacka, pt. Fairplay, stylistycznie zbliżony do debiutu i będący płytą w gatunku metalu, hardcore i rapcore. Pod koniec zimy 1995 Guziński koncertował na trasie grup Illusion i Flapjack (w której brali udział także Blenders i Ndingue).
Cechą charakterystyczną wydawnictw Flapjack był głos Guzińskiego i opanowana przez niego angielszczyzna, przywołująca na myśl poziom amerykańskich grup muzycznych, reprezentujących zbliżone style muzyczne. Guziński współpracował także z zespołem Dynamind, na którego trzecim albumie (Mix Your Style z 1997) udzielił się gościnnie, a podczas trasy koncertowej w 1996 (Dynamind, Illusion, Flapjack), wykonywał wraz z Rafałem „Hauem” Mirochą utwór pt. „Buc”, pochodzący z ówczesnego albumu Dynamind pt. We Can’t Skate (wokalista „Hau” pojawił się gościnnie na płycie Flapjacka pt. Fairplay).
W 1997 wydano trzecią płytę grupy Flapjack pt. Juicy Planet Earth, która zawierała materiał odmienny od muzyki na dwóch pierwszych albumach zespołu.
Guziński był autorem tekstów na wszystkich albumach Flapjack, natomiast na trzecim był także częściowo odpowiedzialny za tworzenie muzyki do utworów. Guziński był także wokalistą grupy Homosapiens (w tym zakresie używał pseudonimu „Guezmir”), wraz z którą wydał dwie płyty.
Po latach przerwy wydawniczej w 2012 ukazał się czwarty album Flapjacka pt. Keep Your Heads Down.
W połowie lat 90. podjął studia. Zawodowo około 2011 podjął pracę jako kucharz. Miał córkę. Zmarł 9 stycznia 2021. Według relacji Roberta Friedricha wokalista zmarł w szpitalu z powodu sepsy.

## Dyskografia
| Flapjack - 1994: Ruthless Kick - 1995: Fairplay - 1997: Juicy Planet Earth - 2012: Keep Your Heads Down Red Rooster - 1994: Check This Up Homosapiens - 1998: Observing The Hell - 1999: The Wheel - 2001: Elephant - 2002: Big Frank |  | Udział gościnny - 1993: Illusion – Illusion, śpiew w utworze „Fame” - 1993: Illusion – Illusion 2, śpiew w utworze „Wojtek” - 1997: Dynamind – Mix Your Style, śpiew w utworach „Super Hero”, „Latino” - 1999: Funny Hippos – Dżyraf, śpiew w utworze „Naked” - 2000: NoNe – No One, śpiew w utworze „Around Me” - 2000: Frühstück – :mine, śpiew w utworze „Polandia” - 2011: Illusion – The Best of Illusion, śpiew w utworach „Wojtek”, „Wojtek” - 2012: Illusion – Live, śpiew - 2017: Dizel – M.I.L.F., śpiew w utworze „M.I.L.F.” |

## Filmografia
- 1997: Szczęśliwego Nowego Jorku – wykonanie utworu „I’m coming straight from my culture” w ścieżce dźwiękowej[30]
- 2002: Segment ’76 – rola aktorska postaci Wiesio[31]
- 2010: Nie dotykając ziemi – wykonanie utworu „Trouble Man” w ścieżce dźwiękowej[32]